# Regla del trapecio

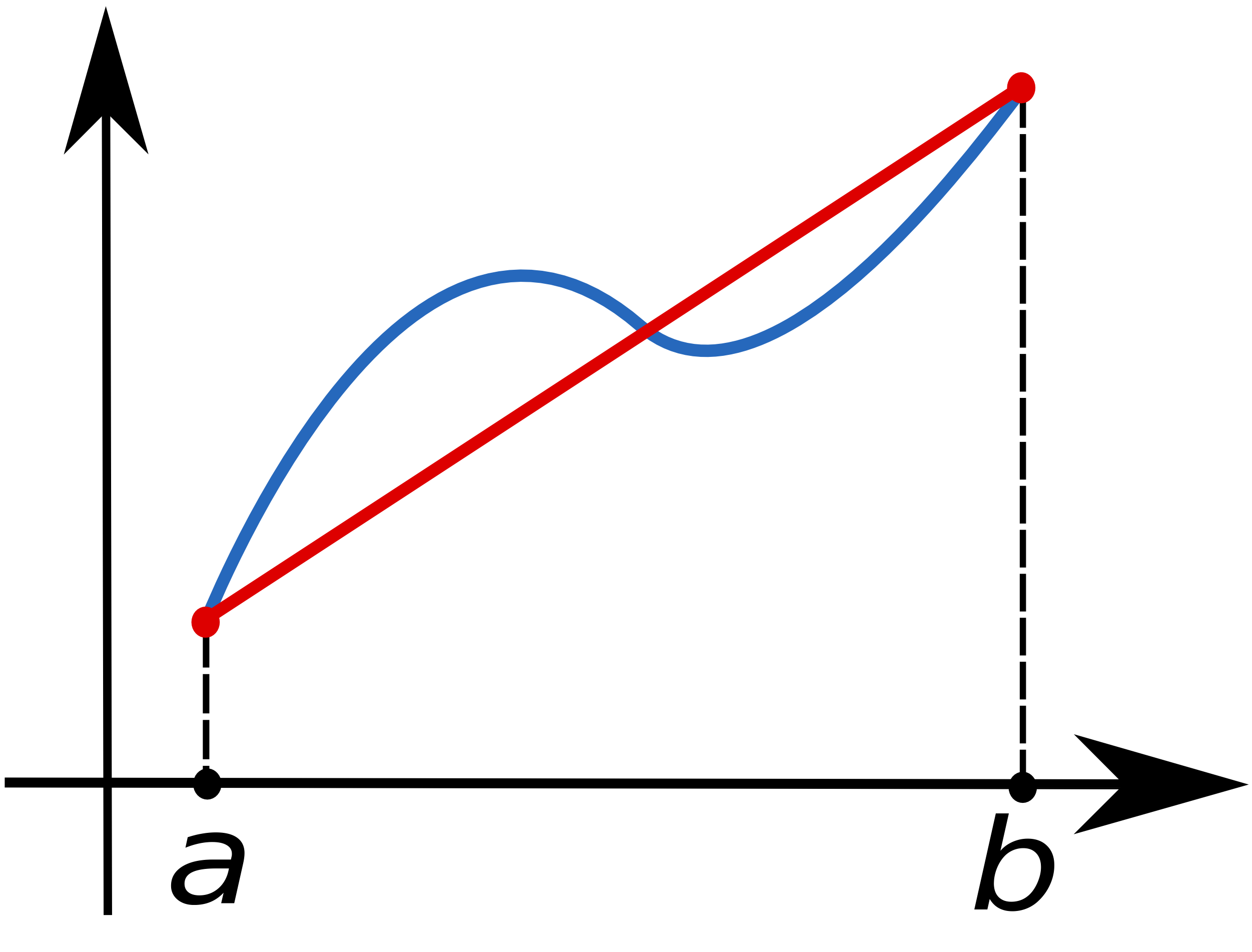
La función f(x) (en azul) es aproximada por la función lineal (en rojo).

En análisis numérico la regla del trapecio es un método de  integración, es decir, un método para calcular aproximadamente el valor de una integral definida. La regla se basa en aproximar el valor de la integral de {\displaystyle f(x)}  por el de la función lineal, que pasa a través de los puntos {\displaystyle (a,f(a))} y {\displaystyle (b,f(b))}. La integral de esta es aproximadamente igual al área del trapecio bajo la gráfica de la función lineal.

## Regla del trapecio Simple
Para realizar la aproximación por esta regla es necesario usar un polinomio de primer orden, y esta es representada por:
{\displaystyle P_{1}(x)=f(a)+{\frac {f(b)-f(a)}{b-a}}(x-a)}
Entonces al sustituir en la integral tenemos lo siguiente:
{\displaystyle {\begin{aligned}I&=\int _{a}^{b}f(x)dx\approx \int _{a}^{b}P_{1}(x)\,dx\\&\approx \int _{a}^{b}\left[f(a)+{\frac {f(b)-f(a)}{b-a}}(x-a)\right]\,dx\end{aligned}}}
Por último al resolver esa integral nos queda:
{\displaystyle \int _{a}^{b}f(x)dx\approx (b-a){\frac {f(a)+f(b)}{2}}}

### Cálculo del error
El término de error corresponde a:
{\displaystyle E_{t}=-{\frac {1}{12}}f''(\xi )(b-a)^{3}}
Siendo {\displaystyle \xi } un número perteneciente al intervalo {\displaystyle [a,b]}.

## Regla del trapecio compuesta

Ilustración de la regla del trapecio compuesta

La regla del trapecio compuesta o regla de los trapecios es una forma de aproximar una integral definida utilizando n trapecios. En la formulación de este método se supone que {\displaystyle f} es continua y positiva en el intervalo {\displaystyle [a,b]}. De tal modo la integral definida {\displaystyle \int _{a}^{b}f(x)\,dx} representa el área de la región delimitada por la gráfica de {\displaystyle f} y el eje {\displaystyle Ox}, desde {\displaystyle x=a} hasta {\displaystyle x=b}. Primero se divide el intervalo {\displaystyle [a,b]} en {\displaystyle n} subintervalos, cada uno de ancho {\displaystyle \Delta x=(b-a)/n}.
Después de realizar todo el proceso matemático se llega a la siguiente fórmula:
{\displaystyle \int _{a}^{b}f(x)\,dx\sim {\frac {h}{2}}[f(a)+2f(a+h)+2f(a+2h)+...+f(b)]}
Donde {\displaystyle h={\frac {b-a}{n}}} y {\displaystyle n} es el número de divisiones.
La expresión anterior también se puede escribir como:
{\displaystyle \int _{a}^{b}f(x)dx\sim {\frac {b-a}{n}}\left[{\frac {f(a)+f(b)}{2}}+\sum _{k=1}^{n-1}f\left(a+k{\frac {b-a}{n}}\right)\right]}
El error en esta aproximación se corresponde con :
{\displaystyle -{\frac {(b-a)^{3}}{12n^{2}}}\,f''(\xi )}
Siendo n el número de subintervalos

### Ejemplo
{\displaystyle \int _{0}^{2}3x\,dx} para {\displaystyle n=6}
Primero se obtiene {\displaystyle h}, y después esta, de los límites de la integral que representan {\displaystyle a} y {\displaystyle b} y para {\displaystyle n=6} queda: {\displaystyle h={\frac {b-a}{n}}} {\displaystyle ={\frac {2-0}{6}}={\frac {1}{3}}}.
Y ahora se sustituye en la fórmula 
{\displaystyle \int _{a}^{b}f(x)\,dx} = {\displaystyle {\frac {h}{2}}[f(a)+2f(a+h)+2f(a+2h)+...+f(b)]}
y queda:
{\displaystyle \int _{0}^{2}3x\,dx} = {\displaystyle {\frac {1}{2}}\cdot {\frac {1}{3}}[3(0)+2[3(0+1\cdot {\frac {1}{3}})]+2[3(0+2\cdot {\frac {1}{3}})]+2[3(0+3\cdot {\frac {1}{3}})]+2[3(0+4\cdot {\frac {1}{3}})]+2[3(0+5\cdot {\frac {1}{3}})]+3(2)]=6}.

En este caso no se comete ningún error en el cálculo (el resultado es exacto) porque la función sujeta a integración es lineal.